# Афанасьев, Геннадий Евгеньевич
Геннадий Евгеньевич Афанасьев (род. 1946) — российский археолог и кавказовед, исследователь аланской культуры Северного Кавказа и салтово-маяцкой культуры. Доктор исторических наук, профессор, главный научный сотрудник отдела теории и методики Института археологии РАН.

## Биография
Родился во Владивостоке в семье офицера морской авиации Евгения Григорьевича Афанасьева и Валентины Николаевны Афанасьевой. Детство провел в Крыму, школьные годы в Кисловодске. Начиная со старшего школьного возраста, активно участвовал в работе Кисловодской археологической секции под руководством краеведов Н. Н. Михайлова и А. П. Рунича, а также известного ученого-кавказоведа Н. М. Егорова. В круг общения входили отдыхавшие на курорте антрополог В. В. Бобин, нумизмат И. Д. Малюженко, искусствовед Г. А. Пугаченкова и археолог-востоковед М. Е. Массон, под руководством которого Г. Е. Афанасьев учился в Ташкентском университете (1964—1969 гг.). Там же проходил археологическую практику в составе Южно-Туркменистанской археологической комплексной экспедиции и Кешской археолого-топографической экспедиции.
После окончания университета Г. Е. Афанасьев возвращается в Кисловодск и устраивается на работу в Пятигорский краеведческий музей в должности научного сотрудника. Здесь он трудится до 1975 г., с перерывом на армейскую службу, которую Г. Е. Афанасьев проходит на советско-китайской границе в качестве офицера войсковой разведки. В процессе работы проходит обучение в заочной аспирантуре Северо-Осетинского научно-исследовательского института истории, филологии и экономики под руководством известного археолога-кавказоведа В. А. Кузнецова.
В 1975 г. переезжает в Москву, в 1977 г. защищает диссертацию на соискание учёной степени кандидата исторических наук в Институте археологии АН СССР. С 1977 г. работает в Институте археологии АН.СССР, в 1983—1994 гг. в должности заведующего отделом охранных раскопок, в 1992—2010 гг. — заместителем директора. В настоящее время является главным научным сотрудником отдела теории и методики Института археологии РАН.

## Научное творчество
Кандидатское диссертационное исследование Г. Е. Афанасьева «Проблемы хронологии раннесредневековых памятников Северного Кавказа» (1977 г.) было впоследствии серьёзно переработано в совместную с А. П. Руничем монографию. Однако уже в своем первоначальном виде оно содержало принципиально новый подход к изучению археологических древностей, базирующийся на статистических методах анализа материала. Развитие данного подхода отражено в последующих работах Г. Е. Афанасьева, написанных в ходе исследования лесостепного «аланского» варианта салтово-маяцкой культуры. Эта многолетняя работа, проводимая в славяно-русском отделе ИА АН СССР, базировалась на широкомасштабных полевых исследованиях, которые вел автор с 1977 по 1985 гг. в составе Советско-Болгаро-Венгерской экспедиции АН СССР и в качестве начальника Оскольской экспедиции ИА АН СССР. Накопление новой информации и использование современных теоретических и методических подходов позволили Г. Е. Афанасьеву совершенно по-новому взглянуть на систему расселения алано-ассо-буртасского населения в бассейне Среднего Дона в VIII—IX вв. Проделанная им работа имела по-настоящему пионерский характер, поскольку её автор впервые в отечественной археологии использовал многомерный статистический анализ (кластерный и факторный), процедуры анализа ресурсных зон (Site Catchment Analysis), компьютерное дешифрирование аэрофотосъемки, статистические методы демографических расчетов размера популяций. Исследование было обобщено в виде докторской диссертации, защищенной в ИА АН СССР в 1991 г., и опубликовано в двух монографиях.
Значительный вклад в науку Г. Е. Афанасьева связан с внедрением компьютерных технологий в археологические исследования — в создание крупных банков данных по археологическим памятникам, в разработку методики обработки информации с помощью компьютерных программ. Результаты этих работ нашли отражение в ряде сборников и конференций.
Г. Е. Афанасьев возглавил проект по созданию первой в России археолого-географической информационной системы «Кисловодск», объединившей информацию о более чем 900 археологических памятниках этого микрорегиона. Под его руководством коллективом географов и климатологов создается единственный в своем роде компьютерный модуль палеоклиматического микромоделирования, внедряются новые методы ландшафтной археологии. Результаты этих исследований нашли отражение в ряде публикаций, прежде всего в монографии, написанной совместной с С. Н. Савенко и Д. С. Коробовым.
В последние годы Г. Е. Афанасьев возглавлял ряд мультидисциплинарных проектов, посвященных изучению системы крепостей Хазарского каганата, особенностей хозяйствования его населения, антропологическим и генетическим аспектам в изучении донских алан. Весьма перспективные и многообещающие результаты получены в ходе организованного Г. Е. Афанасьевым глубокого секвенирования палео-ДНК средневековых носителей катакомбного обряда погребения на Северном Кавказе и Среднем Дону.

## Публикации
Автор монографий:
- Винников А. З., Афанасьев Г. Е. Культовые комплексы Маяцкого селища. Материалы раскопок Советско-Болгаро-Венгерской экспедиции. Воронеж, 1991.
- Афанасьев Г. Е. Население лесостепной зоны бассейна Среднего Дона в VIII—X вв. (аланский вариант салтово-маяцкой культуры). М., 1987.
- Афанасьев Г. Е. Донские аланы (социальные структуры алано-ассо-буртасского населения бассейна Среднего Дона). М., 1993.
- Афанасьев Г. Е., Рунич А. П. Мокрая Балка. Дневник раскопок. М., 2001.
- Афанасьев Г. Е., Савенко С. Н., Коробов Д. С. Древности Кисловодской котловины. М., 2004.